# Distretto di Papakura
Il distretto di Papakura è un'autorità territoriale della Nuova Zelanda che si trova entro i confini della regione di Auckland, nell'isola del Nord. Il capoluogo del distretto, la città di Papakura, è la parte più meridionale dell'area metropolitana di Auckland.

## Geografia fisica
A ovest il distretto si affaccia sul Manukau Harbour, zona in cui sono presenti alcune spiagge (anche se non tutte fruibili a causa dell'inquinamento). A nord confina con l'autorità territoriale di Manukau, anch'essa parte dell'area metropolitana di Auckland. A sud e a ovest l'area del distretto è prettamente agricola.
Il distretto di Papakura è composto da 3 città principali: Papakura (28 000 abitanti), Takanini (10.800 abitanti) e Drury (3.300 abitanti)

## Storia
Il nome Papakura sembra derivare dall'unione delle parole māori 'papa' (che significa "terra", abbreviazione di Papatuanuku) e 'kura' (che significa "rosso"), con chiaro riferimento al terreno fertile su cui venne fondato il primo insediamento di quella che sarebbe poi diventata la città di Papakura.
La città è quasi divisa a metà da una vecchia strada, la Great South Road, che ne rappresenta l'arteria principale. Questa strada venne costruita durante le rivolte dei Maori contro l'Impero britannico fra il 1845 e il 1872, allo scopo di portare più velocemente i rifornimenti verso la regione di Waikato.
Il distretto di Papakura venne creato nel 1989 in seguito alla riforma di tutte le autorità territoriali voluta dal governo neozelandese, unendo quella che era l'amministrazione locale della città di Papakura (all'epoca una piccola città) con le zone rurali a est e a sud di essa, oltre ad accorparvi anche una parte di territorio che fino a quel momento faceva parte dell'amministrazione locale della città di Manuaku.

## Popolazione
La popolazione del distretto è in gran parte di origine europea (circa il 75%) e Maori (circa il 20%); il tasso di crescita del numero di abitanti è circa il triplo di quello dell'intera Nuova Zelanda e infatti il Consiglio distrettuale prevede che la popolazione triplicherà entro i prossimi 50 anni.